# ꭥ
Cette page contient des caractères spéciaux ou non latins. S’ils s’affichent mal (▯, ?, etc.), consultez la page d’aide Unicode.
Ne doit pas être confondu avec Oméga.
ꭥ (uniquement en minuscule), appelé petite capitale oméga ou upsilon latin culbuté, est une lettre additionnelle de l’alphabet latin qui est utilisée dans certaines transcriptions phonétiques.

## Utilisation
La lettre est proposée comme symbole phonétique pour représenter une voyelle moyenne postérieure arrondie (notée [o̞] ou [ɔ̝] avec l’alphabet phonétique international) par Bernard Bloch (en) et George L. Trager (en) dans Outline of linguistic analysis en 1942. Elle est utilisée par quelques linguistes, notamment dans la transcription du patwin et d’autres langues wintuanes ou dans la transcription du quechua par George L. Trager en 1945. 
Geoffrey Gamble l’utilise pour la transcription phonétique du wikchamni, une langue yokut, dans une grammaire publiée en 1978.

Dans l’Atlas Linguarum Europae, ‹ ꭥ › représente une voyelle mi-haute vélaire arrondie (notée [ʊ] avec l’alphabet phonétique international).
La transcription de Nadeliaev utilise [ꭥ] pour une voyelle pré-ouverte postérieure arrondie (notée [ɒ̝] avec l’alphabet phonétique international).

## Représentations informatiques
La petite capitale oméga peut être représenté avec les caractères Unicode (Latin étendu E) suivants :
| formes    | représentations | chaînes de caractères | points de code | descriptions                                   |
| --------- | --------------- | --------------------- | -------------- | ---------------------------------------------- |
| minuscule | ꭥ               | ꭥ                     | U+AB65         | lettre minuscule grecque petite capitale oméga |